# Wiktor Kaziszwili
Wiktor Kaziszwili (orm. Վիկտոր Կազիշվիլի; ur. 10 października 1994) – ormiański zapaśnik walczący w stylu wolnym. Brązowy medal na wojskowych MŚ w 2013 i 2014. Mistrz igrzysk frankofońskich w 2013. Dziesiąty w Pucharze Świata w 2014. Wicemistrz świata juniorów w 2013 i trzeci na ME w 2013 roku.